# Deutscher Schlager-Wettbewerb 1970
Der dritte Deutsche Schlager-Wettbewerb fand am 4. Juni 1970 in der Rheingoldhalle in Mainz statt.
Veranstalter war der „Verein zur Förderung der deutschen Tanz- und Unterhaltungsmusik e. V.“. Die Sendung wurde live im ZDF und vom Deutschlandfunk übertragen und von Elfie von Kalckreuth moderiert. Die Interpreten von Schlagern wurden vom Orchester Max Greger und den Rosy-Singers begleitet.
Für den Schlager-Wettbewerb 1970 wurden insgesamt 527 Titel eingereicht. Davon wählte eine Jury 18 Titel aus. Diese wurden vom 19. bis 29. April den Hörern des Deutschlandfunks vorgestellt. Ein Meinungsforschungsinstitut ermittelte daraus anschließend die 12 Titel für das Finale im ZDF. Am 14. Mai 1970 wurde in der ZDF-Drehscheibe die Reihenfolge der Auftritte beim Finale ermittelt.
Nach Vorstellung der Titel wurde das Endergebnis durch fünf Hörergruppen ermittelt. Die erste Gruppe bildeten die Hörer des Deutschlandfunks. Die zweite Gruppe bildeten 50 Hörer von Radio Luxemburg, deren Ergebnis durch Frank Elstner übermittelt wurde. Die dritte Gruppe bildeten 50 Hörer von RIAS Berlin, deren Ergebnis von John Hendrik übermittelt wurde. Die vierte Gruppe bildeten 50 Hörer der Europawelle Saar, deren Ergebnis durch Dieter Thomas Heck übermittelt wurde. Die fünfte Gruppe bildeten die Zuschauer der Live-Sendung in der Rheingoldhalle Mainz.
Nach Addierung aller Punkte stand als Gewinner Howard Carpendale mit dem Titel Das schöne Mädchen von Seite 1 fest. Das Lied wurde von Hans Blum komponiert.
Die ZDF-Sendung von 1970 wurde 2006 zusammen mit den Schlagerwettbewerben 1968 und 1969 auf einer Doppel-DVD veröffentlicht.

## Die Teilnehmer 1970
| Platz | Start-Nr. | Titel                                     | Interpret              | Punkte | Musik             | Text                |
| ----- | --------- | ----------------------------------------- | ---------------------- | ------ | ----------------- | ------------------- |
| 01.   | 12        | Das schöne Mädchen von Seite 1            | Howard Carpendale      | 335    | Hans Blum         | Carl-Ulrich Blecher |
| 02.   | 08        | Alle Blumen brauchen Sonne                | Renate Kern            | 180    | Michael Kunze     | Michael Kunze       |
| 03.   | 03        | Wo Liebe ist, da ist auch ein Weg         | Bata Illic             | 154    | Karl Götz         | Michael Kunze       |
| 04.   | 11        | Ich mach’ ein Interview mit deinem Herzen | Graham Bonney          | 126    | Alexander Gordan  | Hans-Ulrich Weigel  |
| 05.   | 05        | Ein kleiner Teufel steckt in Dir          | Nina Lizell            | 125    | Rudi Bauer        | Jean Felten         |
| 06.   | 06        | Tränen trocknen schnell im Sonnenschein   | Eric Thomas            | 098    | Jean Frankfurter  | Fini Busch          |
| 06.   | 09        | Ohne Dich wär es halb so schön            | David Alexandre Winter | 098    | Günther Tilgert   | Heinz Korn          |
| 08.   | 07        | Antonella                                 | Ray Miller             | 095    | Christian Bruhn   | Günter Loose        |
| 09.   | 02        | Zuerst kommt meine Liebe                  | Peter Rubin            | 093    | Bernd Simon       | Kurt Hertha         |
| 10.   | 01        | Punkt, Punkt, Komma, Strich               | Pat Simon              | 088    | Christian Dornaus | Werner Raschek      |
| 11.   | 04        | Dann schon eher der Piano-Player          | France Gall            | 087    | Rüdiger Piesker   | Hans Bradtke        |
| 12.   | 10        | Ich bin kein Rosenkavalier                | Bernd Spier            | 067    | Rudi Bauer        | Kurt Hertha         |

Nicht für die Endrunde qualifiziert:
- Hokuspokus, Agnetha
- Ferien auf dem Bauernhof, Renate und Werner Leismann
- Ohne Abschied gibt’s kein Wiedersehn, Marie-Christine
- Ganz nah, Paola
- Na-Na-Na-Na, Ricky Shayne
- Du sollst den Weg mir zeigen in eine neue Welt, Tereza

## Endergebnisübersicht nach Jurywertung Deutscher Schlagerwettbewerb 1970
| Titel                                     | Deutschlandfunk Köln Hörerwertung | Europawelle Saar | RIAS Berlin | Radio Luxemburg | Saalergebnis | Summe | Platz |
| ----------------------------------------- | --------------------------------- | ---------------- | ----------- | --------------- | ------------ | ----- | ----- |
| Das schöne Mädchen von Seite 1            | 79                                | 30               | 11          | 38              | 177          | 335   | 01.   |
| Alle Blumen brauchen Sonne                | 88                                | 18               | 22          | 12              | 40           | 180   | 02.   |
| Wo Liebe ist, ist auch ein Weg            | 62                                | 12               | 22          | 12              | 46           | 154   | 03.   |
| Ich mach' ein Interview mit deinem Herzen | 57                                | 7                | 6           | 3               | 53           | 126   | 04.   |
| Ein kleiner Teufel steckt in dir          | 80                                | 3                | 5           | 13              | 24           | 125   | 05.   |
| Ohne Dich wär es halb so schön            | 58                                | 2                | 9           | 0               | 29           | 98    | 06.   |
| Tränen trocknen schnell im Sonnenschein   | 73                                | 8                | 0           | 4               | 13           | 98    | 06.   |
| Antonella                                 | 76                                | 5                | 2           | 3               | 9            | 95    | 08.   |
| Zuerst kommt meine Liebe                  | 54                                | 10               | 6           | 5               | 18           | 93    | 09.   |
| Punkt, Punkt, Komma, Strich               | 61                                | 1                | 3           | 3               | 20           | 88    | 10.   |
| Dann schon eher der Piano-Player          | 60                                | 4                | 9           | 5               | 9            | 87    | 11.   |
| Nein, ich bin kein Rosenkavalier          | 52                                | 0                | 5           | 2               | 8            | 67    | 12.   |